# Thomas Helmer
Thomas Helmer (* 21. April 1965 in Herford) ist ein ehemaliger deutscher Fußballspieler sowie heutiger Sportmoderator. In seiner sportlich aktiven Zeit war Helmers größter internationaler Erfolg der Gewinn der Europameisterschaft 1996 in England.

## Karriere

### Vereine
Helmer wuchs im lippischen Bad Salzuflen auf. Er begann seine Karriere beim SC Bad Salzuflen und wechselte 1984 als Profi zu Arminia Bielefeld. Dort kam er am 23. März 1985 (24. Spieltag) gegen den FC Schalke 04 zu seinem Bundesligadebüt. Mit einer 0:3-Niederlage verpasste er einen guten Einstand in Deutschlands höchster Spielklasse. Nachdem er in seinem ersten Spiel über die vollen 90 Minuten auf dem Feld gestanden hatte, kam er im weiteren Verlauf nur zu drei weiteren Kurzeinsätzen. Die Mannschaft beendete die Saison auf dem 16. Platz und stieg in die Zweite Liga ab. Nach Abgängen von Stammkräften wie Dirk Hupe und Detlef Schnier drängte Helmer 1985/86 in die Startelf der Ostwestfalen und konnte sich schließlich durchsetzen. Am 2. November 1985 erzielte der Verteidiger sein erstes Zweitligator. Gegen Tennis Borussia Berlin brachte er sein Team mit 1:0 in Führung und leitete damit den 2:0-Erfolg ein. Mit insgesamt fünf Treffern war er in dieser Spielzeit zusammen mit Uwe Haas zweitbester Torschütze der Bielefelder. Mit dem vierten Platz verpasste der Verein den sofortigen Wiederaufstieg in die Bundesliga.
Trotzdem sollte Helmer in der folgenden Saison erstklassig spielen. Borussia Dortmund sicherte sich im Sommer 1986 die Dienste des damaligen Jungtalents. In Dortmund setzte sich Helmer auf Anhieb durch und wurde Stammspieler. In den ersten Jahren meist im defensiven Mittelfeld und später in der Innenverteidigung gehörte Helmer sechs Jahre lang zu den wichtigen Säulen des Dortmunder Spiels. Auf seinen ersten Bundesligatreffer und Premierentreffer für die Schwarz-Gelben musste er bis zur Spielzeit 1987/88 warten. Am 7. November 1987, beim 2:2 gegen den VfB Stuttgart, glich Helmer erst den Rückstand aus und brachte sein Team kurz darauf in Führung. Zum Sieg reichte es aber trotzdem nicht. Am 24. Juni 1989 konnte der Defensivspieler seinen ersten nationalen Titel feiern: Die Dortmunder erreichten das Finale um den DFB-Pokal und trafen auf Werder Bremen, dabei setzte sich die Mannschaft um Helmer mit 4:1 durch.
1992 wechselte Helmer in dem bis dahin teuersten Transfer der Bundesligageschichte für 7,5 Millionen D-Mark zum FC Bayern München. Vorausgegangen waren Vorgänge, die im Frühsommer 1992 von der Presse als Affäre Helmer bezeichnet wurde. Laut Vertrag konnte Helmer Dortmund gegen eine Mindestablöse von drei Millionen DM ins Ausland verlassen. Er sollte für diesen Betrag zu AJ Auxerre wechseln, um danach für eine geringfügig höhere Summe vom FC Bayern verpflichtet zu werden, der durch diesen Schachzug eine Preissenkung gegenüber einem unmittelbaren Wechsel aus Dortmund nach München erreichen wollte. Der damalige Bayern-Manager Uli Hoeneß räumte in diesem Zusammenhang ein, man „schöpfe die Gesetze extrem aus“. Wegen der Sache Helmer kam es kurz vor der EM 1992 zu einem öffentlich ausgetragenen Streit zwischen Borussia Dortmund und Bayern München. Zwischenzeitlich drohte Bundestrainer Berti Vogts, Helmer nicht für die EM in Schweden zu berücksichtigen, sollte er keinen gültigen Arbeitsvertrag vorlegen.
Am 32. Spieltag der Bundesligasaison 1993/94 gewann der FC Bayern München durch das von ihm erzielte „Phantomtor“ mit 2:1 gegen den 1. FC Nürnberg. Das Spiel wurde neu angesetzt, Bayern München gewann das Wiederholungsspiel mit 5:0 und sicherte sich die Meisterschaft vor dem 1. FC Kaiserslautern. Am Ende seiner Bayern-Zeit war Helmer zwei Jahre lang Kapitän. Mit Bayern München gewann er drei Meisterschaften (1994, 1997 und 1999), 1998 den DFB-Pokal sowie 1996 den UEFA-Pokal, als man Girondins Bordeaux mit 2:0 und 3:1 besiegte. Den bittersten Moment erlebte Helmer 1999, als er mit den Münchnern das Finale der Champions League erreichte und erst durch zwei Gegentore in der Nachspielzeit mit 1:2 gegen Manchester United verlor. Er selbst kam dabei allerdings nicht zum Einsatz. Anschließend wechselte er zum Ende seiner Karriere nach England zum AFC Sunderland und wurde kurzzeitig an Hertha BSC ausgeliehen. Nach seinem offiziellen Karriereende bestritt der Ex-Profi im Jahr 2002 noch ein Pflichtspiel für den damaligen bayerischen Bezirksligisten SV Seligenporten.

### Nationalmannschaft
1987 nahm Helmer mit der Bundeswehr-Nationalmannschaft an der Militär-Weltmeisterschaft in Italien teil und wurde Vizeweltmeister. Helmer war zwischen 1990 und 1998 A-Nationalspieler des DFB und wurde Europameister 1996.
Für den Gewinn der Fußballeuropameisterschaft 1996 erhielt er – zusammen mit der Siegermannschaft – von Bundespräsident Herzog 1996 das Silberne Lorbeerblatt.
Sein Debüt gab er am 10. Oktober 1990 gegen Schweden. Bundestrainer Berti Vogts brachte den Neunationalspieler damals über die vollen 90 Minuten. Nach der Fußball-Weltmeisterschaft 1998 trat Helmer auch aus Verletzungsgründen aus der Nationalmannschaft zurück. Sein letztes Spiel absolvierte der Verteidiger am 29. Juni 1998 beim 2:1-Sieg gegen Mexiko. Bereits in der 38. Minute des laufenden Spiels musste sich Helmer gegen Christian Ziege auswechseln lassen.

### Karriere als Fußballfunktionär
Vom 19. Juli 2011 bis 15. Dezember 2015 war Helmer Mitglied des Aufsichtsrats von Arminia Bielefeld.

## Erfolge
Nationalmannschaft
- Europameister 1996
- Vizeeuropameister 1992
- U.S. Cup 1993

Verein
- UEFA-Pokal-Sieger 1995/96
- UEFA Champions League – Finalist 1998/99
- Deutscher Meister 1993/94, 1996/97, 1998/99
- DFB-Pokal
  - Sieger 1988/89, 1997/98
  - Finalist 1998/99
- DFB-Ligapokal-Sieger 1997, 1998
- DFB-Supercup-Sieger: 1989

## Auszeichnung
- Mann des Jahres im deutschen Fußball 1996

## Journalist
Helmer erwog nach dem Abitur, Journalist zu werden, verwarf den Gedanken aber wieder. Den Sportberichterstatter Manfred Heun (u. a. Redakteur beim Hamburger Abendblatt und Gründer der Fußballzeitschrift Sport Mikrofon), mit dem Helmer befreundet war, begleitete er bereits während seiner Spielerkarriere zu Amateurfußballspielen, Heun habe ihn „zum Schreiben“ ermutigt, so Helmer. Im Anschluss an seine Spielerkarriere habe er eigener Aussage nach keine Pläne für seine berufliche Zukunft gehabt und sei „eher zufällig“ zum Sportjournalismus gekommen.
Bereits bei der WM-Endrunde 2002 in Japan und Südkorea war Helmer als Reporter für Sat.1 live vor Ort. Während der Fußball-Europameisterschaft 2004 in Portugal und der Fußball-Weltmeisterschaft 2006 in Deutschland berichtete er für das DSF täglich aus dem Trainingslager des deutschen Teams.
Helmer arbeitet als Moderator und Sportjournalist für den deutschen Privatsender Sport1 (früher DSF). Er moderierte in der Vergangenheit bei Hattrick live das Montagabendspiel der 2. Bundesliga, außerdem von 2009 bis 2013 Hattrick – Die 2. Bundesliga. In der Telekom Spieltaganalyse moderierte Helmer die Analyse bedeutender und strittiger Szenen des vergangenen Bundesligaspieltags durch Thomas Strunz und einen weiteren Experten. Darüber hinaus war er von 2011 bis 2015 als Nachfolger von Udo Lattek als Experte und vertretungsweise als Moderator im Doppelpass tätig. Im August 2015 übernahm er die Sendung als Nachfolger von Jörg Wontorra und Vorgänger von Florian König bis 2021. Seit 2012 moderiert er den Fantalk, in dem er unter anderem an Champions-League-Dienstagen mit seinen Gästen die Spiele live diskutiert und analysiert, die nur im Pay-TV gesendet werden.
Helmer war Kommentator bei mehreren Titeln aus der PlayStation-2-Spielreihe This Is Football.
Am 4. Juni 2016 nahm Helmer auf ProSieben für Team Deutschland an der Sendung Das ProSieben Länderspiel teil. Am 8. Mai 2020 besuchte er die Comedy-Quizshow Luke! Die Schule und ich – VIPs gegen Kids.
Für RTL fungierte er als Experte bei der Fußball-Europameisterschaft 2024.

## Privatleben
Thomas Helmer lebt in Hamburg. Er hat zwei Söhne aus seiner ersten Ehe. Seit Juli 2005 ist er mit der Schauspielerin Yasmina Filali verheiratet, mit der er eine Tochter und einen Sohn hat. Im August 2022 gaben sie bekannt, sich scheiden zu lassen.
Neben seinem Engagement als Botschafter für die SOS-Kinderdörfer – 2004 übernahm er gemeinsam mit seiner Frau die Patenschaft für das Kinderdorf in Dong Hoi (Vietnam) – unterstützt Thomas Helmer den Verein Dunkelziffer e. V. und den Placebo Kickers Hamburg e. V. Seit 2008 nimmt er außerdem regelmäßig am Benefizspiel Kicken mit Herz im Team der Hamburg Allstars teil. Er ist Mitglied der Traditionsmannschaft von Borussia Dortmund.